# Podcrkavlje
Podcrkavlje falu és község Horvátországban, Bród-Szávamente megyében.

## Fekvése
Bródtól légvonalban 7 km-re északra, Szlavónia középső részén, a Dilj-hegység déli lejtőin, a Glogovica-patak völgyében fekszik.

## A község települései
Közigazgatásilag Alsószalatnok, Brodski Zdenci, Crni Potok, Dubovik, Felsőszalatnok, Glogovica, Grabarje, Kindrovo, Matković Mala, Oriovčić, Podcrkavlje, Rastušje és Tomica települések tartoznak hozzá.

## Története
A település nevét fekvéséről (templom alatt) kapta. A középkori Szent Benedek templom a 2 km-re északra felette emelkedő 238 méteres Berak-hegyen állt. A település a középkori forrásokban nem szerepel, területe a középkorban a grabarjai Beriszlói család birtoka volt. A török 1536-ban szállta meg a vidéket. A török uralom idején a templom plébánia székhelye volt, ahonnan a Bródtól északra fekvő Dilj alatti települések lelki szolgálatát látták el. Podcrkavlje valószínűleg a török uralom idején népesült be, lakói horvát katolikus jobbágyok voltak, akik a térség felszabadítása után határőr szolgálatot vállaltak.
Az 1698-as kamarai összeírásban „Poczerkavie” néven hajdútelepülésként (pagus haidonicalis) találjuk. A katonai közigazgatás megszervezése után a bródi határőrezredhez tartozott. 1730-ban 8, 1746-ban már 14 ház állt a településen. Temetője a Szent Benedek templom körül feküdt. A templomról részletes leírást ad az 1758-as vizitáció jegyzőkönyve, melyből kiderül, hogy ekkor már a faluban is állt egy Szent János apostolnak szentelt fakápolna. A kápolna a duboviki plébánia filiája volt. 1760-ban Podcrkavlje 14 házában 28 családban 102 lakos élt. Ezután történt a plébánia székhelyének ide helyezése. Az 1781-es kataszteri térkép szerint a plébániatemplom a falu nyugati végén állt ott ahol a Slatinik és Glogovica felé menő utak elágaztak.
Az első katonai felmérés térképén „Poczerkavie” néven található. Lipszky János 1808-ban Budán kiadott repertóriumában „Poczerkavje” néven szerepel. Nagy Lajos 1829-ben kiadott művében „Poczerkavje” néven 36 házzal, 186 katolikus vallású lakossal találjuk. A katonai közigazgatás megszüntetése után 1871-ben Pozsega vármegyéhez csatolták.
A településnek 1857-ben 120, 1910-ben 210 lakosa volt. Pozsega vármegye Bródi járásának része volt. Az 1910-es népszámlálás adatai szerint lakosságának 93%-a horvát, 3%-a cseh anyanyelvű volt. Az első világháború után 1918-ban az új szerb-horvát-szlovén állam, majd később (1929-ben) Jugoszlávia része lett. 1991-től a független Horvátországhoz tartozik. 1991-ben lakosságának 98%-a horvát nemzetiségű volt. 2011-ben a településnek 415 lakosa volt.

## Lakossága
| Lakosság változása | Lakosság változása | Lakosság változása | Lakosság változása | Lakosság változása | Lakosság változása | Lakosság változása | Lakosság változása | Lakosság változása | Lakosság változása | Lakosság változása | Lakosság változása | Lakosság változása | Lakosság változása | Lakosság változása | Lakosság változása |
| ------------------ | ------------------ | ------------------ | ------------------ | ------------------ | ------------------ | ------------------ | ------------------ | ------------------ | ------------------ | ------------------ | ------------------ | ------------------ | ------------------ | ------------------ | ------------------ |
| 1857               | 1869               | 1880               | 1890               | 1900               | 1910               | 1921               | 1931               | 1948               | 1953               | 1961               | 1971               | 1981               | 1991               | 2001               | 2011               |
| 120                | 156                | 149                | 173                | 201                | 210                | 187                | 212                | 236                | 222                | 210                | 219                | 251                | 310                | 392                | 415                |

## Gazdaság
Podcrkavlje község területén az ipar fejletlen, a kézművesség és a kisvállalkozás még csak gyerekcipőben jár. A lakosok többsége a közeli Bród városában dolgozik. A regisztrált kisiparosok száma 27, a kisvállalkozásoké 16. Régen a többség az 1973-ban alapított DOMIN mészüzemben dolgozott, mész- és kőpor előállításával foglalkozott. A gyár 1995 óta nem működik. A községben nem alakult ki vállalkozásokat támogató infrastruktúra sem. Nincsenek vállalkozói övezetek és ezt a területrendezési dokumentáció sem tervezi. Podcrkavlje vezetése a fejlődés kulcsfontosságú ágait látja az idegenforgalomban, a mezőgazdaságban és a kézművesség területén. A további fejlődést elősegítheti a fejlett infrastruktúrával rendelkező megyeszékhely közelsége is. A lakosság munka utáni fő szabadidős tevékenysége a földművelés és a mezőgazdaság, a mezőgazdasági termékek előállítása és feldolgozása. A község dombos területe alkalmas gyümölcs- és szőlőtermesztésre is.

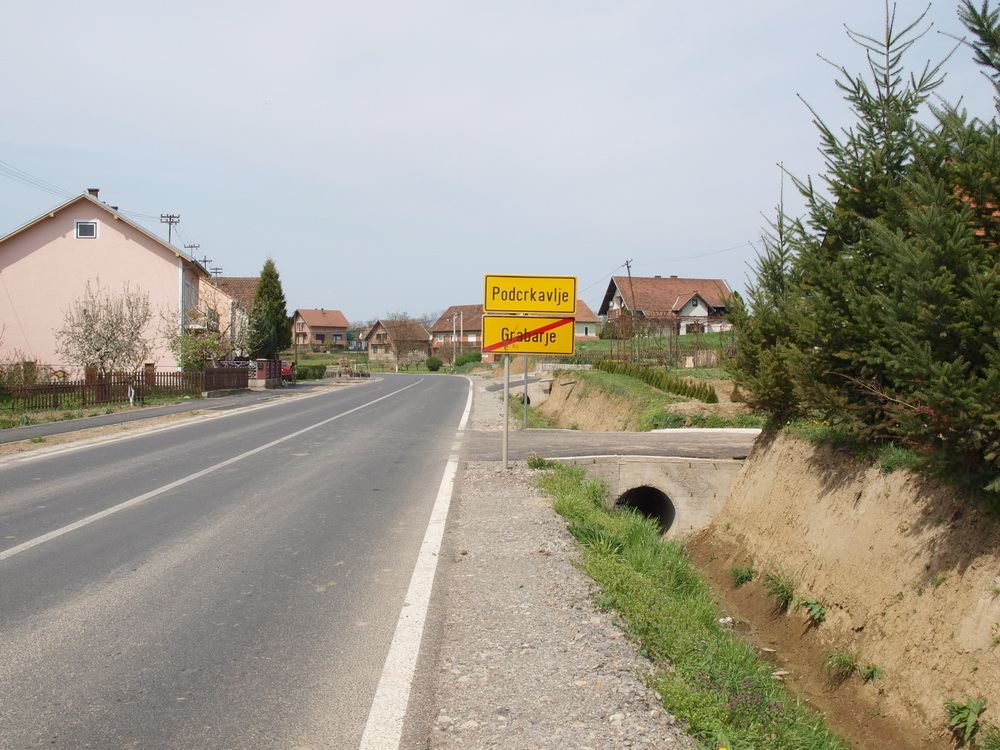
A falu bejárata

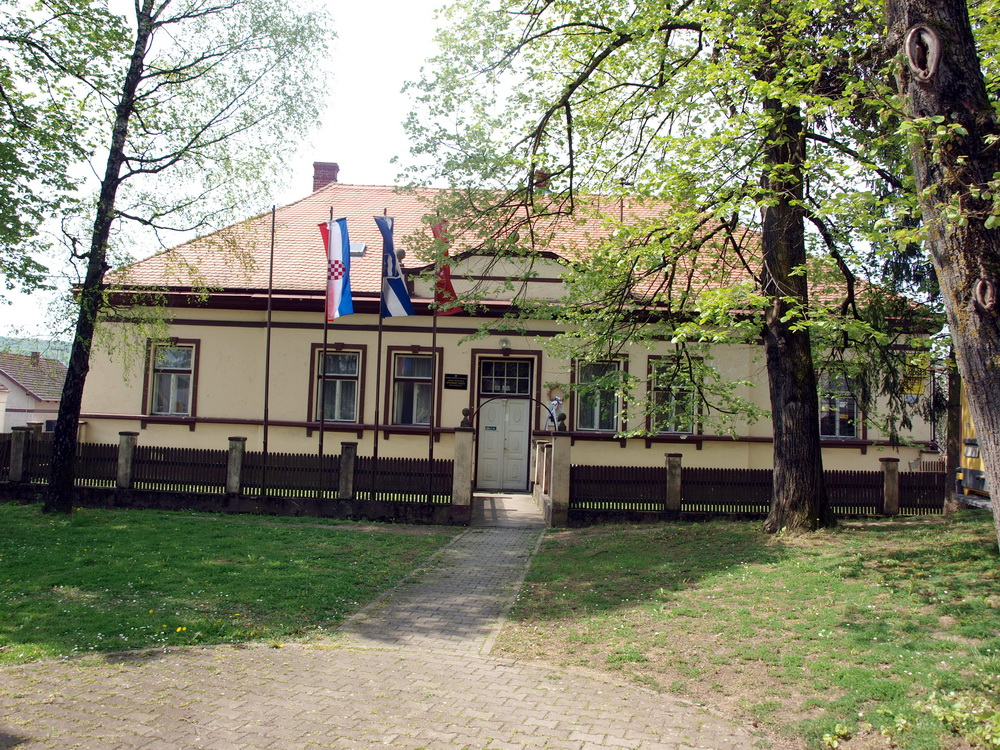
A községháza épülete

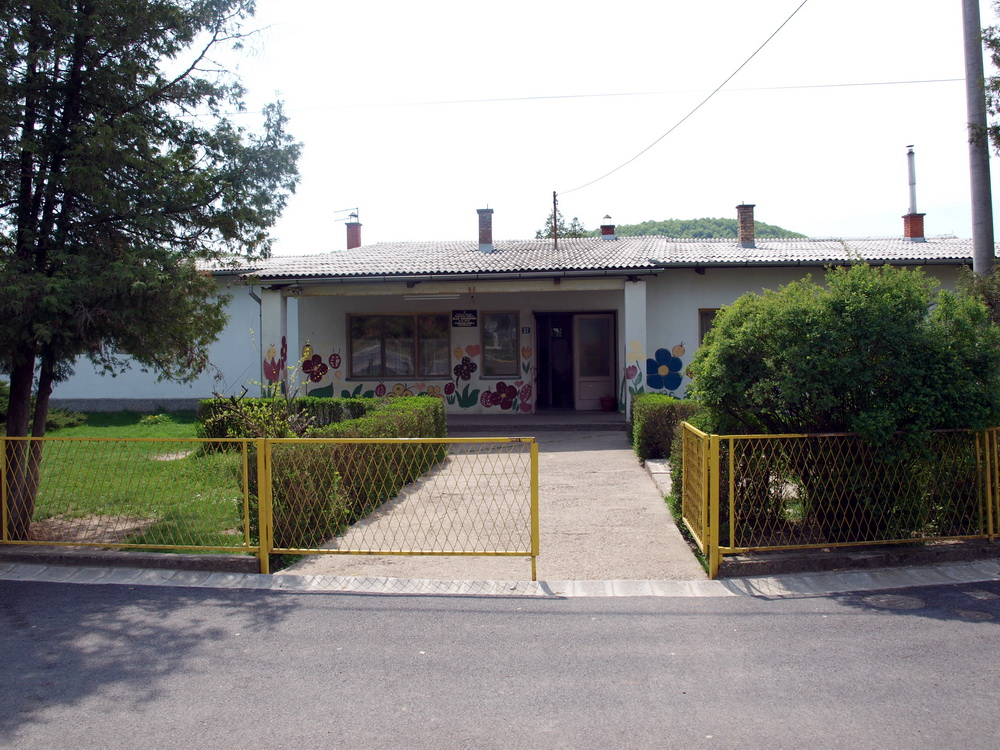
Az iskola épülete

## Nevezetességei
- Szent János apostol tiszteletére szentelt római katolikus plébániatemplomát[8] 1846-ban építették a régi templom helyén későbarokk-klasszicista stílusban. A templom egyhajós épület, homlokzata felett emelkedő harangtoronnyal, csehsüveg boltozattal. A torony vonalában oldalán a földszint és a kórus magasságában két körablak található. A homlokzaton és a harangtornyon az ajtók és ablakok nyílásai egyenes vonalúak. A homlokzaton nincs dekoráció, kivéve a födém magasságában kialakított egyszerű párkányt.

- Jézus Szentséges Szíve tiszteletére szentelt kápolnája a Tabor-hegyen.

- Podcrkavlje, Oriovčić és Grabarje határán áll az ősi Szent Benedek templom romja.

## Kultúra
Kulturális és művészeti egyesülete a KUD „Krešimir Šimić”.

## Oktatás
A településen a bródi „Blaž Tadijanović” elemi iskola területi iskolája működik. Az iskola épületét 1964-ben egy földrengést követően építették.

## Sport
Az NK Krečar Podcrkavlje labdarúgóklubot 1993-ban alapították. A megyei 2. ligában szerepel.

## Egyesületek
- A település önkéntes tűzoltóegyletét 2015-ben alapították DVD Podcrkavlje néven. A megye legfiatalabb egyesülete 24 aktív tagot számlál.
- „Dilj” vadásztársaság